# Penatti Projetos

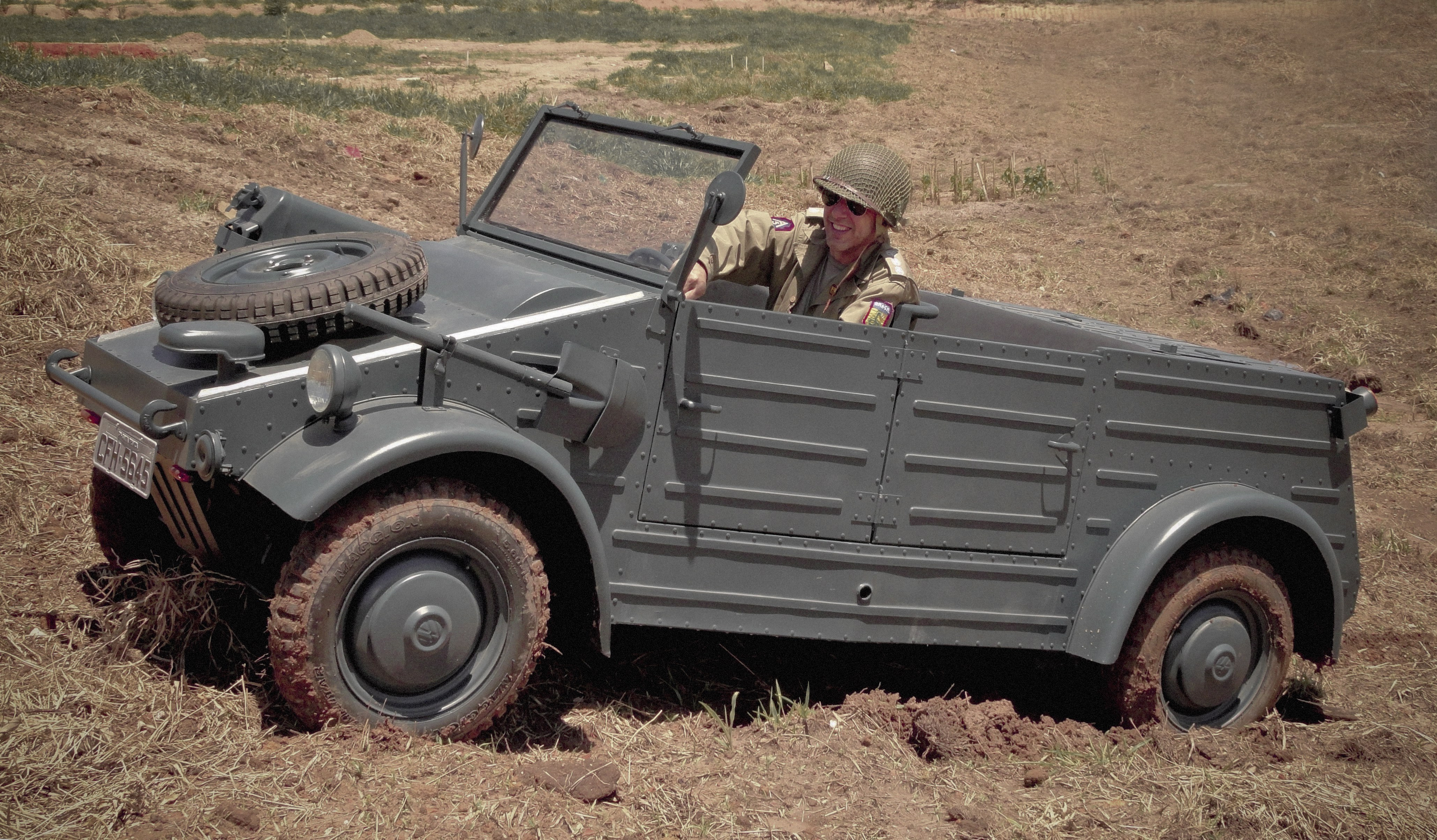
Penatti Kubelwagen

Penatti Projetos ist ein brasilianischer Hersteller von Automobilen.

## Unternehmensgeschichte
Alexander Penatti gründete 2005 das Unternehmen in Itu zur Produktion von Automobilen und Kit Cars. Der Markenname lautet Penatti.

## Fahrzeuge
Als erstes erschienen Baja Bugs, die nach wie vor im Sortiment stehen. Dazu wird ein VW Käfer umgebaut. Einige der Anbauteile bestehen aus Fiberglas. Fahrgestell und der luftgekühlte Vierzylinder-Boxermotor bleiben unverändert.
Später kam die Nachbildung des VW Kübelwagen dazu. Die Windschutzscheibe ist nach vorne klappbar. Auf der vorderen Haube ist das Reserverad montiert.
2010 folgte ein Baja Bug auf Basis des VW Brasília.
Nachbildungen eines Coupés von Willys-Overland von 1941 und eines Roadsters von Ford von 1934 als Hot Rod stehen ebenfalls im Sortiment.
Außerdem fertigt das Unternehmen mehrere Ausführungen von VW-Buggies.